# Route nationale 590
Pour les articles homonymes, voir Route 590.
La route nationale 590 ou RN 590 était une route nationale française reliant Le Puy-en-Velay à Arpajon-sur-Cère. À la suite de la réforme de 1972, elle a été déclassée en RD 590 dans la Haute-Loire et en RD 990 dans le Cantal.

## Ancien tracé du Puy à Arpajon-sur-Cère
- Le Puy-en-Velay
- Espaly-Saint-Marcel
- Chaspuzac
- Saint-Jean-de-Nay
- Siaugues-Sainte-Marie
- Langeac
- Pinols
- Védrines-Saint-Loup
- Bellegarde, commune de Saint-Georges

La RN 590 faisait tronc commun avec la RN 9 et la RN 121 pour rejoindre Les Ternes.
- Les Ternes
- Pierrefort
- Saint-Martin-sous-Vigouroux
- Lacapelle-Barrès
- Raulhac
- Carlat
- Vézac
- Arpajon-sur-Cère